# 埃伯斯堡
埃伯斯堡（法語：Ebersburg）是德国黑森州的一个市镇。总面积37.04平方公里，总人口4487人，其中男性2217人，女性2270人（2011年12月31日），人口密度121人/平方公里。